# Furcaperla jiangxiensis
Furcaperla jiangxiensis är en bäcksländeart som beskrevs av Yang, D. och J. Yang 1991. Furcaperla jiangxiensis ingår i släktet Furcaperla och familjen jättebäcksländor. Inga underarter finns listade i Catalogue of Life.